# Griffel

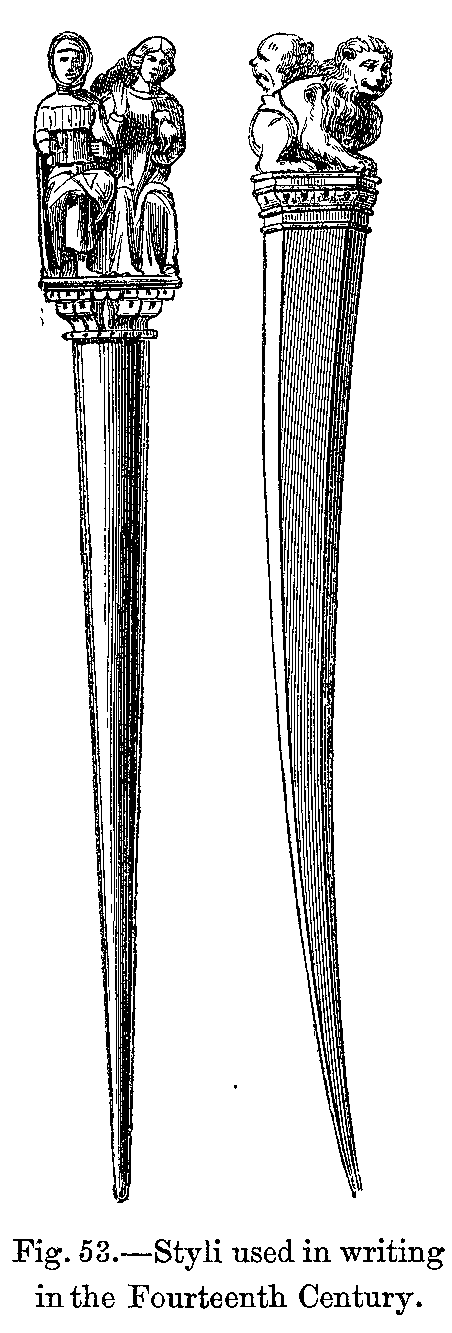
Metallgriffel, 14. Jahrhundert

Ein Griffel, auch Schreibgriffel genannt (von griechisch grapheion, „Schreibgerät“), ist ein Werkzeug zur Beschriftung einer Tontafel, Wachstafel oder Schiefertafel. Ursprünglich diente er ausschließlich dazu, Zeichen in die zu beschreibende Oberfläche einzuritzen oder einzudrücken. Solche Griffel wurden zuerst in Mesopotamien zur Beschriftung von Tontafeln benutzt. Später wurde der Begriff Griffel auch für Schreibgeräte gebraucht, die einen Abrieb hinterlassen und somit Striche erzeugen.

## Griffel zum Einritzen oder Eindrücken der Schrift
Ein prähistorischer Vorläufer des Griffels war der Stichel aus Feuerstein. Bereits im Jungpaläolithikum wurden zum Beispiel Geweihreste mit einem Stichel geschnitzt oder mit Gravuren verziert.
Nach der Erfindung der Schrift wurde die Schrift zunächst in Stein gemeißelt oder mit einem Griffel in ein weiches Material eingeritzt oder eingedrückt. Ausgebildete Schreiber in Mesopotamien brachten Keilschrift mit Griffeln auf Tontafeln auf.
Mit der vom Alten Ägypten ausgehenden Einführung von Papyrus als Schriftmedium nahm die Bedeutung des Griffels als Schreibgerät in den Kulturen des Mittelmeerraums ab, denn Papyrus wurde mit einem Schreibrohr beschriftet. Für das Schreiben im Alltag verwendeten die Römer jedoch weiterhin einen Griffel, mit dem sie auf Wachstafeln schrieben (siehe Stilus).
Einfache historische Griffel waren aus Holz oder Bein. Die kostbaren bestanden aus Metall und wurden meist geschmiedet.

## Griffel mit Materialabrieb

### Bleigriffel

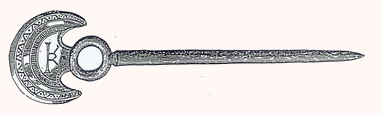
Antiker Bleigriffel

Eine frühe Besonderheit waren die Bleigriffel aus Blei oder Bleilegierungen (z. B. mit Zinn). Sie wurden mindestens seit dem Römischen Reich zum Schreiben und Zeichnen auf Papyrus, später auf Papier verwendet. Ende des 18. Jahrhunderts wurden die Bleigriffel von den – billigeren – Bleistiften mit innenliegenden Graphitminen abgelöst.

### Schiefergriffel

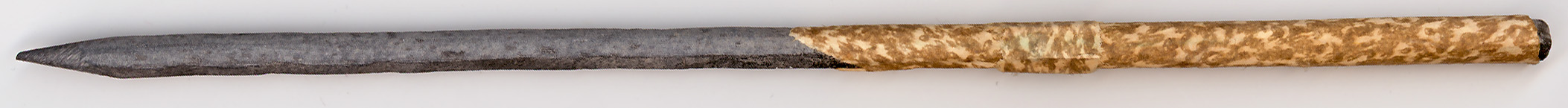
Schiefergriffel, hergestellt im 20. Jahrhundert

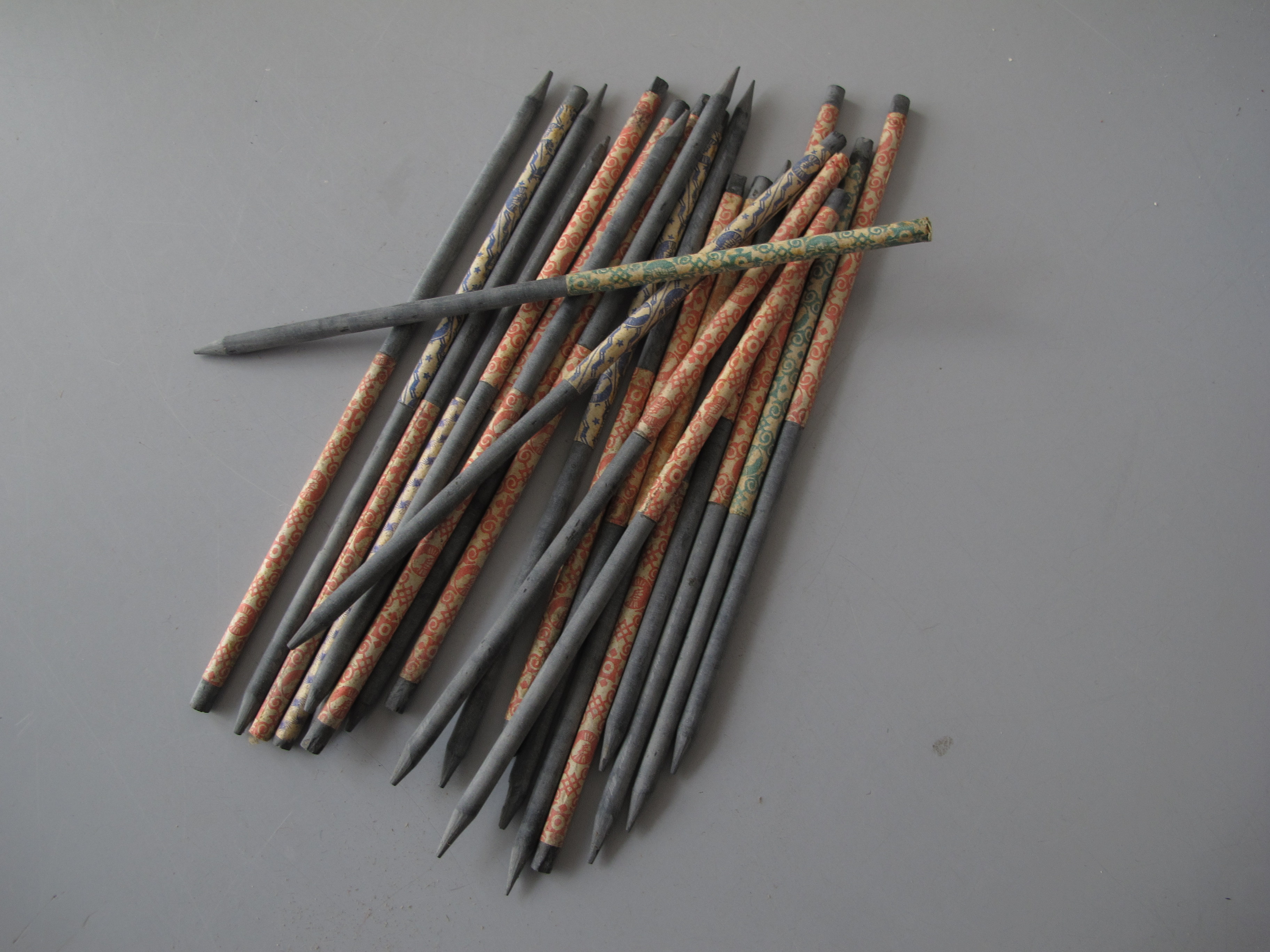
Schiefergriffel

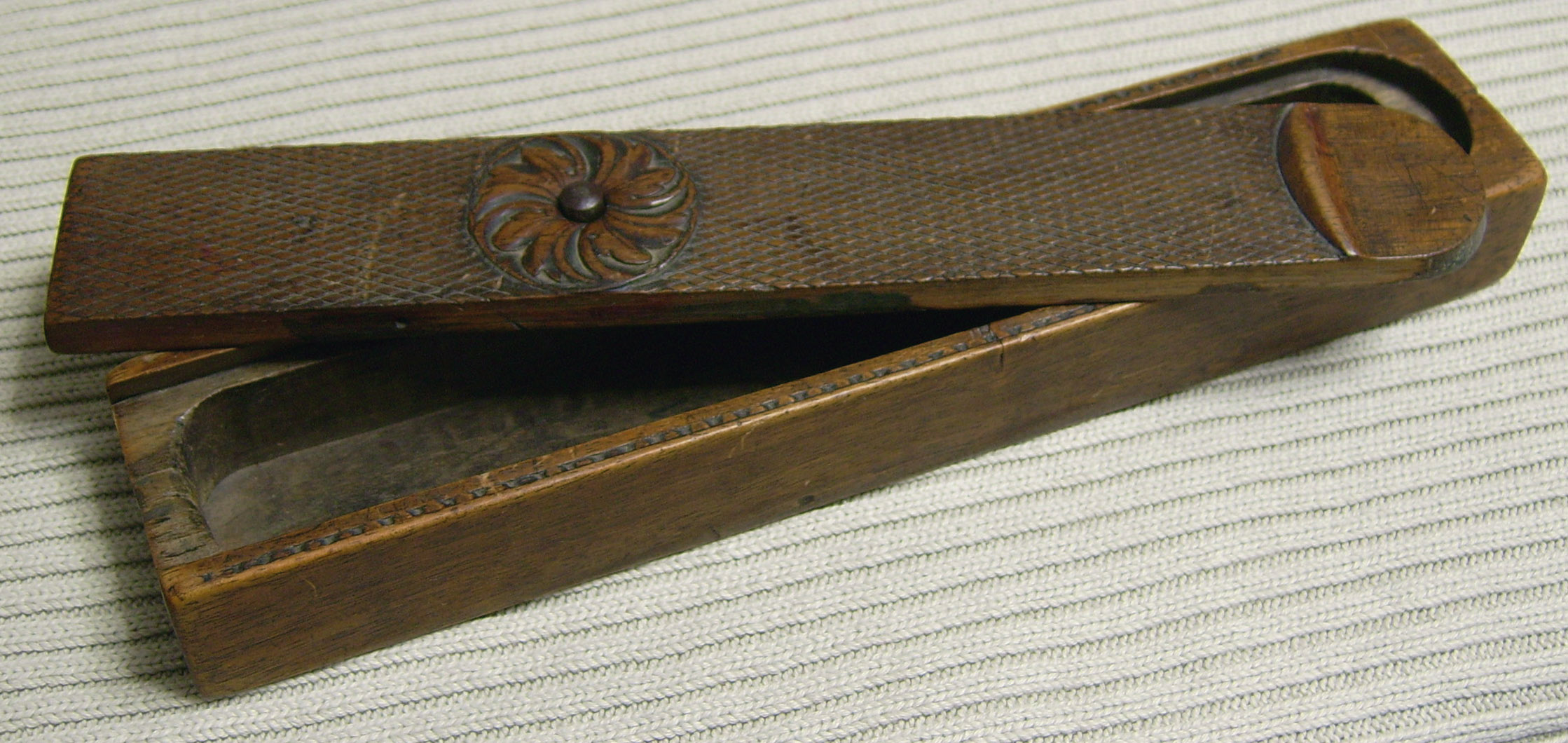
Griffelkasten

Schiefergriffel waren meistens rund gedrehte, manchmal auch vierkantige, massive Stifte von 4–6 mm Durchmesser aus Schiefer (Griffelschiefer). In der oberen Hälfte, wo sie mit der Hand gehalten werden, waren sie mit Papier umwickelt.
Die Griffel wurden in einer Griffelbüchse transportiert.
Mit den Schiefergriffeln wurde auf Schiefertafeln geschrieben, wobei unter Umständen schrille Geräusche entstanden. Da die Tafel und der Griffel die gleiche Härte hatten, wurden durch den Griffel feine Spuren in die Tafel gezogen und zugleich Striche auf die Tafel aufgetragen, die wegen des Materialabriebs grau erschienen. Durch Abwischen mit Wasser konnten diese wieder beseitigt werden. Im Laufe des Gebrauchs wurden die Oberflächen der Tafeln immer rauer. Insbesondere härtere Einschlüsse im Griffel führten zu tiefen Spuren.
Schiefergriffel hielten sich bis Mitte des 20. Jahrhunderts, vor allem in Schulen, bevor auf Federhalter und Tinte und später auf Füllfederhalter umgestellt wurde. Noch bis Mitte der 1960er-Jahre schrieben und rechneten Schüler der unteren Jahrgänge mit Schiefergriffeln und Schiefertafeln.

### Weiterentwicklung
In den 1950er Jahren verbreiteten sich Griffel, die ähnlich wie ein Bleistift aufgebaut waren. Die von Holzhüllen umgebenen Minen wurden aus verschiedenen pulverförmigen Materialien (z. B. Kreide) mit Bindemitteln gepresst. Neben der Schonung der Tafeln erreichte man auch geringeren Schreibdruck, was das Schreiben wesentlich erleichterte. Außerdem waren sie viel leichter anzuspitzen. Wegen ihrer Weichheit wurden sie in Schülerkreisen Buttergriffel oder Milchgriffel genannt.
Mit Kreidegriffeln oder Kreide wurde auch auf Plastiktafeln geschrieben.